# VCC-80 Dardo
Dardo – bojowy wóz piechoty zaprojektowany dla włoskich wojsk lądowych (Esercito Italiano), miał zastąpić VCC (zmodernizowany M113). Zaprojektowany i zbudowany przez konsorcjum firm Iveco, FIAT i OTO Melara. Iveco był odpowiedzialny za kadłub i napęd, podczas gdy OTO Melara za uzbrojenie i system kierowania ogniem.
W 1999 roku włoski rząd zamówił produkcję pierwszych 200 sztuk.

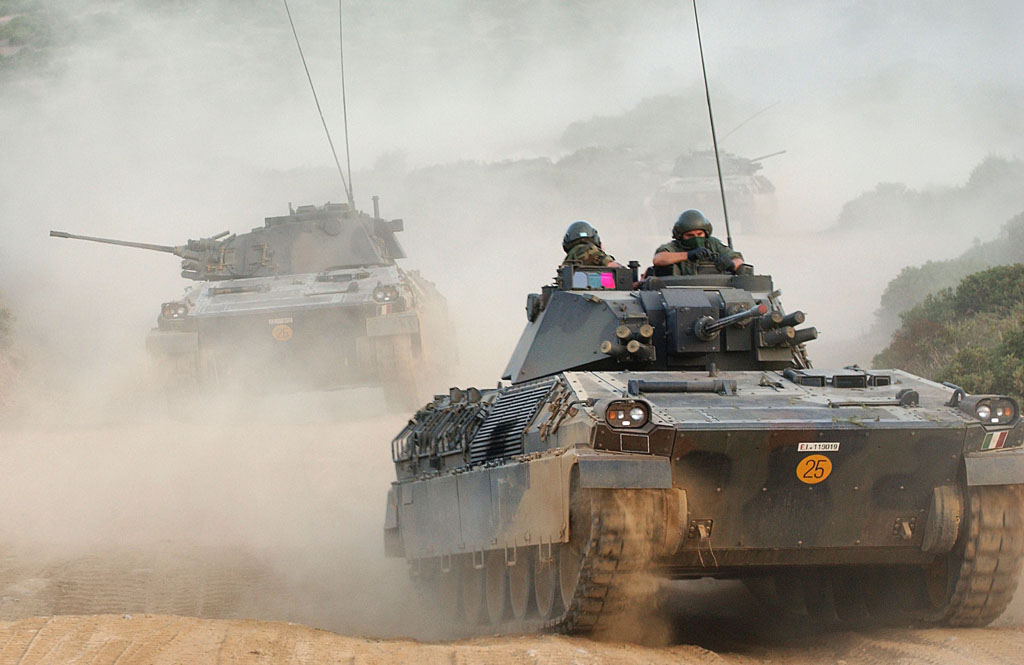
Dardo podczas operacji w Iraku
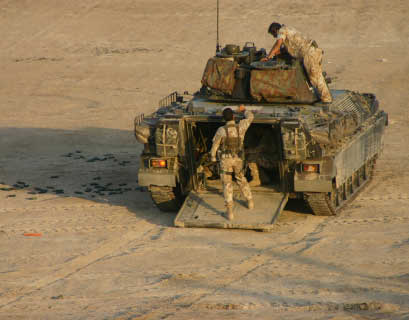
Tył pojazdu
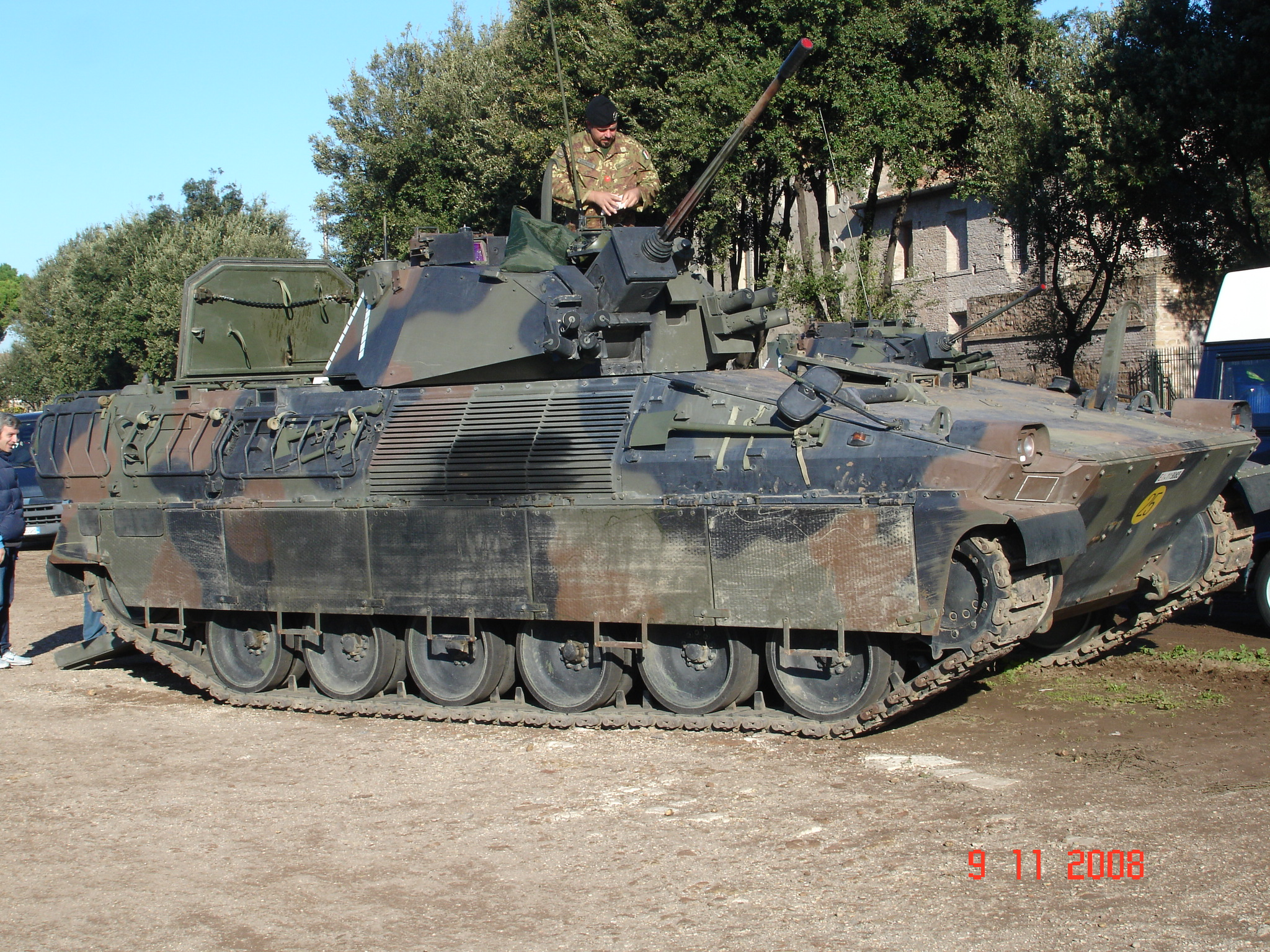